# Apochinomma formicoides
Apochinomma formicoides är en spindelart som beskrevs av Cândido Firmino de Mello-Leitão 1939. Apochinomma formicoides ingår i släktet Apochinomma och familjen flinkspindlar. Inga underarter finns listade i Catalogue of Life.